# La viuda alegre
La viuda alegre (título original en alemán, Die lustige Witwe) es una opereta en tres actos con música del compositor austro-húngaro Franz Lehár y libreto en alemán de Victor Léon y Leo Stein basado en la comedia L'attaché d'ambassade (1861) de Henri Meilhac. Su trama argumental gira alrededor de una rica viuda natural de un pequeño principado y del intento de sus paisanos de evitar que su patrimonio salga del país encontrándole un buen marido. Fue estrenada en Viena el 30 de diciembre de 1905 y desde entonces es considerada una de las obras más importantes del género. 
La opereta ha disfrutado de un éxito internacional extraordinario desde su estreno y sigue representándose y grabándose con frecuencia. En las estadísticas de Operabase aparece la n.º 22 de las cien óperas más representadas en el período 2005-2010, siendo la 1.ª en Hungría además de encabezar el listado de obras más representadas de Lehár, con 149 funciones. Se han hecho adaptaciones al cine. 
Entre sus pasajes musicales más conocidos se encuentra la "canción de Vilia", "Da geh' ich zu Maxim" ("Me encontraréis en el Maxim's") y el "Vals de la viuda alegre".

## Historia
La opereta se estrenó en el Theater an der Wien en Viena el 30 de diciembre de 1905 con Mizzi Günther como Hanna, Louis Treumann como Danilo, Siegmund Natzler como el barón Zeta y Annie Wünsch como Valencienne. Fue el primer gran éxito de Lehár, convirtiéndose internacionalmente en la opereta más conocida de la época. Lehár posteriormente hizo cambios para las producciones de Londres en 1907 (dos nuevos números) y Berlín en los años veinte, pero la versión definitiva es básicamente la de la producción original. 
La opereta hizo una gira por Austria y en 1906 disfrutó de producciones en el Neues Operetten-Theater de Hamburgo, el Berliner Theater de Berlín con Gustav Matzner como Danilo y Marie Ottmann como Hanna, quienes hicieron la primera grabación completa en 1907), y Magyar Szinhaz de Budapest. Su adaptación inglesa por Basil Hood, con letras de Adrian Ross, fue una sensación en Londres en 1907 y tuvo un extraordinario número de representaciones, 778, seguida por una amplia gira británica. La primera representación en París fue en el Théâtre Apollo el 28 de abril de 1909. Le siguieron muchas producciones internacionales, así como reposiciones, y secuelas, versiones filmadas y parodias.
La obra tuvo una importante acogida en España, con al menos cuatro versiones castellanas documentadas: tres de ellas conservando los tres actos originales y otra más refundida como pieza en un acto. La primera adaptación estrenada fue la que firmaba Roger Junoy con el título con el que la obra será para siempre conocida en nuestra lengua: La viuda alegre (Teatro Granvía de Barcelona, 13 de junio de 1908). Pocos meses después se estrenará la adaptación de igual título de Manuel Linares Rivas y Federico Reparaz (Teatro Price de Madrid, 8 de febrero de 1909). Ese mismo año la gran popularidad que otorgará a la obra la interpretación de Luisa Vela y Emilio Sagi Barba en el Price propiciará que sea adaptada por Felipe Pérez Capo al sistema de explotación del teatro por horas, todavía imperante en muchos teatros españoles, bajo el título de Dora, la viuda alegre (Gran Teatro de Madrid, 21 de julio de 1909). Habrá que esperar un lustro para ver una nueva versión en tres actos representada en la ciudad condal bajo el título Áurea, la viuda alegre (documentada en el Teatro Tívoli de Barcelona, desde diciembre de 1916).
La opereta al principio no tenía obertura; Lehár escribió una para la Filarmónica de Viena para que la representase en su concierto de 70.º cumpleaños en abril de 1940.

## Personajes
| Personaje                                                                              | Tesitura                | Elenco del estreno, 30 de diciembre de 1905 (Director: Franz Lehár) |
| -------------------------------------------------------------------------------------- | ----------------------- | ------------------------------------------------------------------- |
| Hanna Glawari, una viuda rica (rol titular)                                            | soprano                 | Mizzi Günther                                                       |
| Conde Danilo Danilovitsch, primer secretario de la embajada y anterior amante de Hanna | tenor o barítono lírico | Louis Treumann                                                      |
| Barón Mirko Zeta, el embajador                                                         | barítono                | Siegmund Natzler                                                    |
| Valencienne, esposa del barón Zeta                                                     | soprano                 | Annie Wünsch                                                        |
| Camille, conde de Rosillon, agregado francés a la embajada, admirador de la baronesa   | tenor                   | Karl Meister                                                        |
| Njegus, el secretario de embajada                                                      | papel hablado           | Oskar Sachs                                                         |
| Kromow, consejero militar pontevedriano                                                | barítono                | Heinrich Pirl                                                       |
| Bogdanovitch, agregado militar pontevedriano                                           | baritone                | Fritz Albin                                                         |
| Sylviane, esposa de Bogdanovitch                                                       | soprano                 | Bertha Ziegler                                                      |
| Raoul de St Brioche, diplomático francés                                               | tenor                   | Carlo Böhm                                                          |
| Vizconde Cascada, diplomático latino                                                   | barítono                | Leo von Keller                                                      |
| Olga, esposa de Kromow                                                                 | mezzosoprano            |                                                                     |
| Pritschitsch, cónsul de la embajada                                                    | barítono                |                                                                     |
| Praskowia, esposa de Pritschitsch                                                      | mezzosoprano            |                                                                     |
| Parisinos y pontevedrinos, músicos y sirvientes                                        |                         |                                                                     |

## Argumento

### Acto 1
En la embajada de Pontevedre en París se está celebrando una fiesta ofrecida por el barón Mirko Zeta. La esposa de Zeta, Valencienne, está coqueteando con el joven Camille de Rosillon. Sin embargo, el barón no lo nota pues su única preocupación es que Hanna Glawari, quien acaba de heredar cincuenta millones de francos tras la muerte de su marido, no se case con un extranjero, pues la salida de tal fortuna de Pontevedre traería la ruina al empobrecido reino. Para evitarlo, envía a su ayudante N'jegus a traer al conde Danilo Danilowitsch quien se encuentra en Maxim´s. Mientras tanto, Camille escribe en el abanico de Valencienne "Te quiero" pero esta contesta afirmando que es "una esposa respetable, una mujer honrada". Cuando salen, Zeta recibe a Hanna, quien se da plena cuenta del interés que tiene en su herencia y le asegura que no hay de qué preocuparse. Pronto llega Danilo quien se siente muy incómodo cuando se entera de la presencia de Hanna y se hace evidente que los dos estuvieron enamorados cuando él era un joven soldado y que su relación se interrumpió por la prohibición de su tío. El viejo amor revive pero Danilo jura que no se casará con Hanna por su fortuna, mientras ella promete no casarse mientras él no le diga que la ama. Zeta le dice a Danilo que es su deber salvar el reino casándose con Hanna pero este empieza a buscar candidatos que sean apropiados para la viuda. Se anuncia el próximo baile donde las damas escogen su pareja y varios hombres desean que Hanna sea la suya; sin embargo, esta prefiere a Danilo, quien se niega diciendo que no sabe bailar, pero después ofrece vender su puesto por diez mil francos que donará a la beneficencia. Tal cantidad espanta a los pretendientes, así que a solas con Hanna este le ofrece bailar pero ahora es ella quien se niega y Danilo termina bailando solo.

### Acto 2
En la tarde del día siguiente varios huéspedes están reunidos en el jardín de la mansión de Hanna. Ella interrumpe la música para cantar la balada de Vilja, una ninfa que se enamoró de un mortal. Las esperanzas de Danilo renacen cuando Zeta anuncia que la viuda traerá bailarinas de cabaret al estilo Maxim´s, al parecer Hanna está interesada en él. N'jegus informa a Zeta de que se ha enterado de que Camille está cortejando a una mujer casada, pero este no recela de su mujer. Luego, Zeta les pide a Danilo y N'jegus que se reúnan en la casa de verano a las ocho de la noche para una conferencia. Valencienne queda a solas con Camille, decidida a romper con él definitivamente, trata de persuadirlo para que le proponga matrimonio a Hanna. Camille pregunta por qué su romance debe durar tan poco y ella le dice que esa tarde es la última antes de que se separen y que la deben pasar en la casa de verano. A las ocho, Zeta se dirige hacia allá y echa un vistazo a través de la cerradura, donde cree ver a su esposa con Camille. N'jegus, que ha visto entrar a los dos amantes, saca a Valencienne por la puerta trasera y Hanna toma su lugar, para desespero de Danilo, quien cree que está teniendo algo con Camille. Este, para seguir con la farsa, repite sus juramentos de amor y Hanna, siguiendo la broma, anuncia su compromiso con Camille. Danilo finge que le es indiferente, pero luego lleno de ira se va rumbo a Maxim's para olvidar sus penas.

### Acto 3
Más tarde la misma noche, la sala de la casa de Hanna se ha convertido en una réplica de Maxim's, incluyendo las bailarinas entre las que se cuenta Valencienne. Danilo recibe un telegrama donde se le informa la inminente ruina del país y le pide a Hanna que dejé a Camille. Ella acepta, para felicidad de Danilo. Zeta encuentra el abanico comprometedor y jura divorciarse de su esposa para casarse con Hanna y salvar a Pontevedre, pero esta le dice que perderá su fortuna si se vuelve a casar. Oyendo esto, Danilo confiesa su amor por ella y ella le hace saber que perderá su herencia pues está estipulado que pasará a manos de su nuevo marido. Valencienne recupera el abanico y le asegura su fidelidad a Zeta leyéndole lo que había contestado a la declaración de Zeta: "soy una esposa respetable, una dama de honor", de esta manera todo acaba felizmente.

## Números musicales
- Acto primero[10]
  - Introducción y Brindis: "Estimadas Damas y Caballeros"
  - Música de baile (Orquesta)
  - Dueto de Valenciana y Camilo: "¡Venid aquí!"
  - Entrada de Hanna y Canción: "Por favor señores mios"
  - Música de baile (Orquesta)
  - Entrada de Danilo: "Basta, por favor, ya estoy aquí"
  - Dueto de Camilo y Valenciana: "Sí,¿Qué?"
  - Final del Acto primero: "¡Elección de las damas!"
  - Vals de las sirenas y final: "Sirenas del baile"

- Acto segundo
  - Introducción, Danza y Canción de Vilia: "Yo les ruego que se queden hoy"
  - Dúo de Hanna y Danilo: "¡Vamos, muchacha, observa!"
  - Marcha - Septeto: "¿Cómo a uno debe tratar las mujeres?"
  - Escena del flirteo y Dúo del baile: "¡Estimada patria!"
  - Dueto de Valenciana y Camilo: "Amigo mío, Juicio"
  - Canción de Camilo: "Como un capullo de rosa"
  - Final del Acto segundo: "¡Ah, ah!"

- Acto tercero
  - Intermedio
  - Escena y Baile
  - Canción de las Grisettas: "¡Sí, ya estamos aquí, las Grisetas!"
  - Dúo de Danilo y Hanna: "Allí estoy como en casa"
  - Canción final: "Sí, estudiar mujeres es fastidioso"
  - Fin de la obra.

## Grabaciones
La opereta se ha grabado tanto en vivo como en estudio muchas veces, y hay varios vídeos.  En 1906, los Hanna y Danilo originales, Mizzi Günther y Louis Treumann, grabaron sus arias y dúos, y también algunos números escritos para Camille y Valencienne; se transfirió a CD en 2005. En la primera grabación de una versión sustancialmente completa de la partitura se hizo en 1907 con Marie Ottmann y Gustav Matzner en los papeles principales. Después de eso, aparecieron extractos periódicamente en disco, pero no hubo más grabaciones completas hasta 1950, cuando CBS Records lanzó un conjunto cantado en inglés con Dorothy Kirsten y Robert Rounseville.
En 1953, el sello Columbia de la EMI lanzó una versión casi completa producida por Walter Legge, dirigida por Otto Ackermann, con Elisabeth Schwarzkopf como Hanna, Erich Kunz como Danilo, Nicolai Gedda como Camille y Emmy Loose como Valencienne. Estaba cantada en alemán, con diálogo hablado abreviado. Loose cantó Valencienne de nuevo para la Decca en la primera grabación estereofónica, producida en 1958 por John Culshaw, con Hilde Gueden, Per Grundén y Waldemar Kmentt en los demás papeles, y la Orquesta Filarmónica de Viena dirigida por Robert Stolz. Una segunda grabación con Schwarzkopf como Hanna se lanzó por la Columbia en 1963; los otros papeles principales los cantaron Eberhard Wächter, Gedda y Hanny Steffek. Esta grabación, dirigida por Lovro von Matačić, se ha sacado de nuevo al mercado en CD en la serie "Great Recordings of the Century" de EMI. Entre las grabaciones posteriores completas o casi, están las dirigidas por Herbert von Karajan con Elizabeth Harwood como Hanna (1972); Franz Welser-Möst con Felicity Lott (1993); y John Eliot Gardiner con Cheryl Studer (1994).
La grabación de Ackermann recibió la valoración más alta por The Record Guide de 1956 y la posterior de EMI con Matačić es altamente valorada en The Penguin Guide to Recorded Classical Music de 2008, pero Alan Blyth en su Opera on CD lamenta la elección de un barítono como Danilo en ambas grabaciones y prefiere la versión de 1958 para la Decca. Entre las producciones filmadas en DVD, la Penguin Guide recomienda la de la Ópera de San Francisco, grabada en vivo en 2001, dirigida por Erich Kunzel y Lotfi Mansouri, con Yvonne Kenny como Hanna y Bo Skovhus como Danilo.
La viuda alegre se grabó fraccionariamente en español en la adaptación de Roger Junoy el año 1931, con la participación estelar de Mary Isaura y Vicente Simón y con dirección musical de Concordio Gelabert; existe una remasterización del año 2000. Además, se realizaron dos grabaciones de estudio en español casi completas en la década de los cincuenta. El registro de la casa Montilla emplea la adaptación de Linares Rivas y Reparaz y cuenta con Dolores Pérez y Luis Sagi Vela como pareja protagonista, secundados por la Orquesta de Cámara de Madrid y con la dirección musical de los maestros Daniel Montorio, Enrique Navarro y Ricardo Estevarena. La grabación del sello Discuba parte de la adaptación de Roger Junoy y está protagonizada por Maruja González y Hernán Pelayo, acompañados de la Orquesta Sinfónica de La Habana bajo la dirección de Gonzalo Roig.